# Charmides
Charmides (řecky: Χαρμίδης) je Platónův dialog, ve kterém Sókratés diskutuje s krásným a oblíbeným chlapcem jménem Charmides o významu řeckého slova sófrosyné. Toto slovo se obyčejně překladá jako umírněnost, sebekontrola nebo zdrženlivost. Jako je pro Platónovy dialogy typické, ke zcela uspokojivé definici diskuse nedospěje, ale přesto přinese přináší několik důležitých myšlenek.

## Překlady
- Benjamin Jowett, 1870: úplný text v angličtině
- Walter Rangeley Maitland Lamb, 1927: úplný text v angličtině
- Rosamond Kent Sprague, 1973
- Thomas G. West a Grace Starry West, 1986